# Bohdan Chmelnytskyj

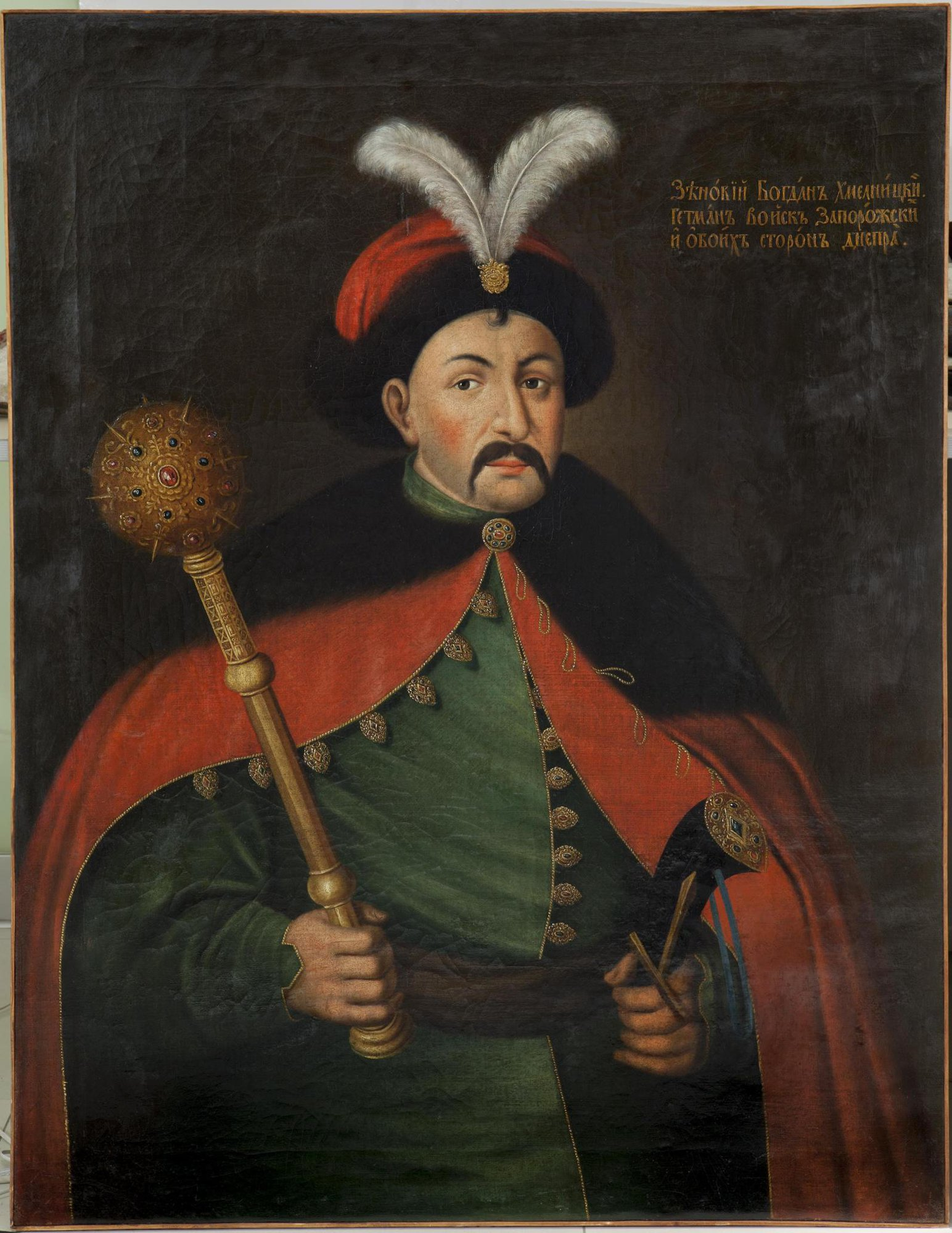
Bohdan Chmelnytskyj (ca 1595-1657), zaporizjakosackisk hetman och ukrainsk nationalhjälte

Zynovij Bohdan Mychajlovitj Chmelnytskyj (ukrainska: Зино́вій Богда́н Миха́йлович Хмельни́цький, Zynovij Bohdan Mychajlovytj Chmelnytskyj; ryska: Зино́вий Богда́н Миха́йлович Хмельни́цкий; polska: Zenobi Bohdan Chmielnicki), född cirka 1595 i Subotov, Lillryssland i Polsk-litauiska samväldet, död 1657 i Tjigirin, Lillryssland, var en zaporizjakosackisk hetman av förmodligen polskt ursprung som 1648 gjorde uppror mot det Polsk-litauiska samväldet. Han läste som ung i katolsk skola i Lwów (nuvarande Lviv).
Innan upproret mot Polsk-litauiska samväldet 1648 deltog han i framgångsrika krig som ledare för kavalleriförband mot Tsarryssland, Osmanska riket och Krimkhanatet.

## Uppror mot Polen (1648)
Bohdan Chmelnytskyj hade tidigare varit i polsk tjänst, men drabbades av en stor personlig tragedi i den så kallade Czapliński-affären då den lokala polska adelsmannen Daniel Czapliński tog ifrån Chmelnytskyj hans lantegendom i byn Subbotov (ukrainska: Subotiv) nära staden Tjigirin, piskade en av hans söner så hårt att han senare dog av det, samt tog ifrån Chmelnytskyj hans älskarinna Helena och gifte sig med henne. Chmelnytskyj blev därmed bitter motståndare till det Polsk-litauiska samväldet och flydde till Zaporizja Sitj och kosackerna. Han blev kosackernas ledare och samlade en armé för att kriga mot det Polsk-litauiska samväldet. För att lyckas med sitt företag var Chmelnytskyj tvungen att alliera sig med krimkhanen. I takt med kosackerna frammarsch och segrarna vid Zjovte Vody och Korsun växte hans styrka till närmare 70 000 man.
I slutet av 1648 var det Polsk-litauiska samväldet i praktiken besegrat och Chmelnytskyj kunde ha valt att diktera villkoren. I stället blev han förrådd av sin osmanske allierade och blev tvungen att skriva på ett avtal med Polsk-litauiska samväldet om att Lillryssland formellt skulle förbli inom samväldet i en lös federation, och att kosackernas ledarklass skulle få den samväldets adelns (szlachta) privilegier. Detta avtal ogillades av de flesta vanliga kosackerna utanför Chmelnytskyjs närmaste omgivning, som såg det som någon sorts förräderi eftersom de inte ville ha en återgång till polsk/litauisk överhöghet.

## Union med Ryssland (1654)
Redan 1648 kontaktade Chmelnytskyj ryssarna och hörde sig för om en eventuell union med dem. Tsarryssland ansåg att tillfället inte var lämpligt. Men efter en lång tvekan som varade i flera år antog de hans förslag och röstade (1653) för en union med zaporizjakosackerna. Chmelnytskyj svor trohetseden till Tsarryssland i staden Perejaslav i januari 1654 på ett öppet rådsmöte (normalt hölls rådsmöten enbart inom kosacktoppen) där även gemene man fick delta.

## Polsk-ryska kriget 1654-1667
Detta ledde till ett oundvikligt krig mellan Polsk-litauiska samväldet och Tsarryssland. Chmelnytskyj deltog i kriget och ledde sina kosacker mot polackerna i Lillryssland.

## Efter Chmelnytskyjs död
När Chmelnytskyj dog 1657 ersattes han av sin skrivare Ivan Vygovskij som snart bröt med Ryssland och gick i union med polackerna (1659). När denne inom kort förlorade sin titel som hetman utsågs Chmelnytskyjs son Jurij Chmelnytskyj till zaporizjakosackernas ledare. Denne ställde sig först på rysk sida för att sedan gå över i polsk och senare även i osmansk tjänst. Den period som följde i Lillryssland, som kännetecknades av ett långdraget inbördeskrig mellan kosackerna kallas i dagens Ukraina för Ruinen.